# Brasão de armas do Gabão
O brasão de armas do Gabão foi desenhado pelo heraldista e vexilologista Suíço Louis Mühlemann, um dos fundadores da FIAV e também o desenhista do antigo brasão de armas do Congo. Está em uso desde 15 de Julho de 1963.
Os suportes do símbolo são duas panteras que simbolizam a vigilância e coragem do presidente que protege a nação. Os bezantes na parte superior do escudo simbolizam a riqueza mineral do país. O navio na parte inferior representa o Gabão avançando para um futuro brilhante. A árvore Aucoumea no topo do escudo simboliza o comércio de madeira.
O brasão é incomum devido a ter dois listéis com lemas em duas línguas diferentes. O listel na base do escudo tem o lema em Francês "UNION, TRAVAIL, JUSTICE" ("União, Trabalho, Justiça"). O segundo listel localizado por debaixo dos ramos da Aucoumea tem o lema em Latim "UNITI PROGREDIEMUR" ("Avancemos Unidos").